# Idioma italiano en Venezuela

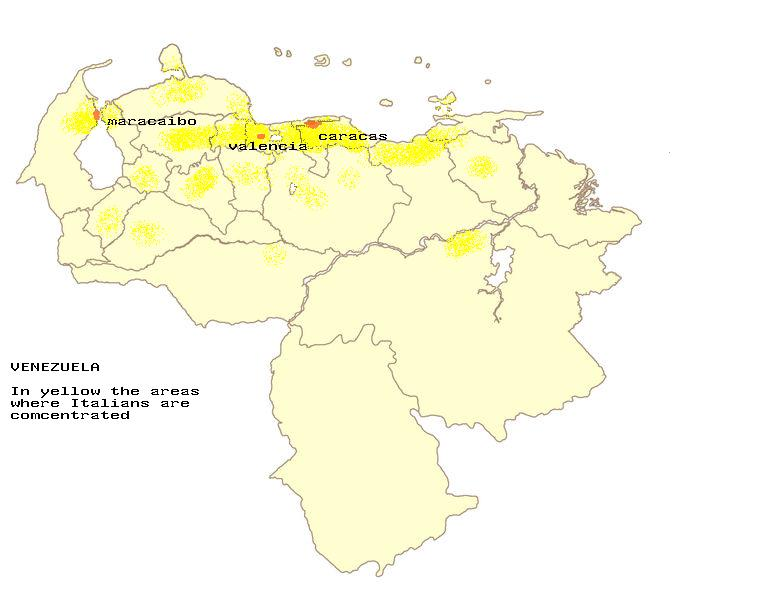
Áreas en las que se concentra la comunidad italoparlante en Venezuela (destacadas en amarillo).

El idioma italiano ha tenido una presencia significativa en Venezuela, principalmente como resultado de la inmigración italiana que se intensificó durante los siglos XIX y XX. Esta influencia se manifiesta en diversos aspectos de la sociedad venezolana, desde el lenguaje hasta la cultura y la gastronomía. La comunidad italiana ha dejado una huella notable en ciudades como Caracas, Maracay, Valencia, Maracaibo y en las regiones andinas, donde se han establecido asociaciones, escuelas y medios de comunicación en italiano.
El italiano es el segundo idioma más hablado en Venezuela, con aproximadamente 48 000 hablantes nativos, lo que convierte al país en el segundo con mayor número de italoparlantes en América Latina, después de Argentina. Además, en Venezuela residen más de 200 000 ciudadanos con pasaporte italiano, y se estima que una cifra similar de personas se encuentra en proceso de aprendizaje del idioma.

## Historia y estado actual

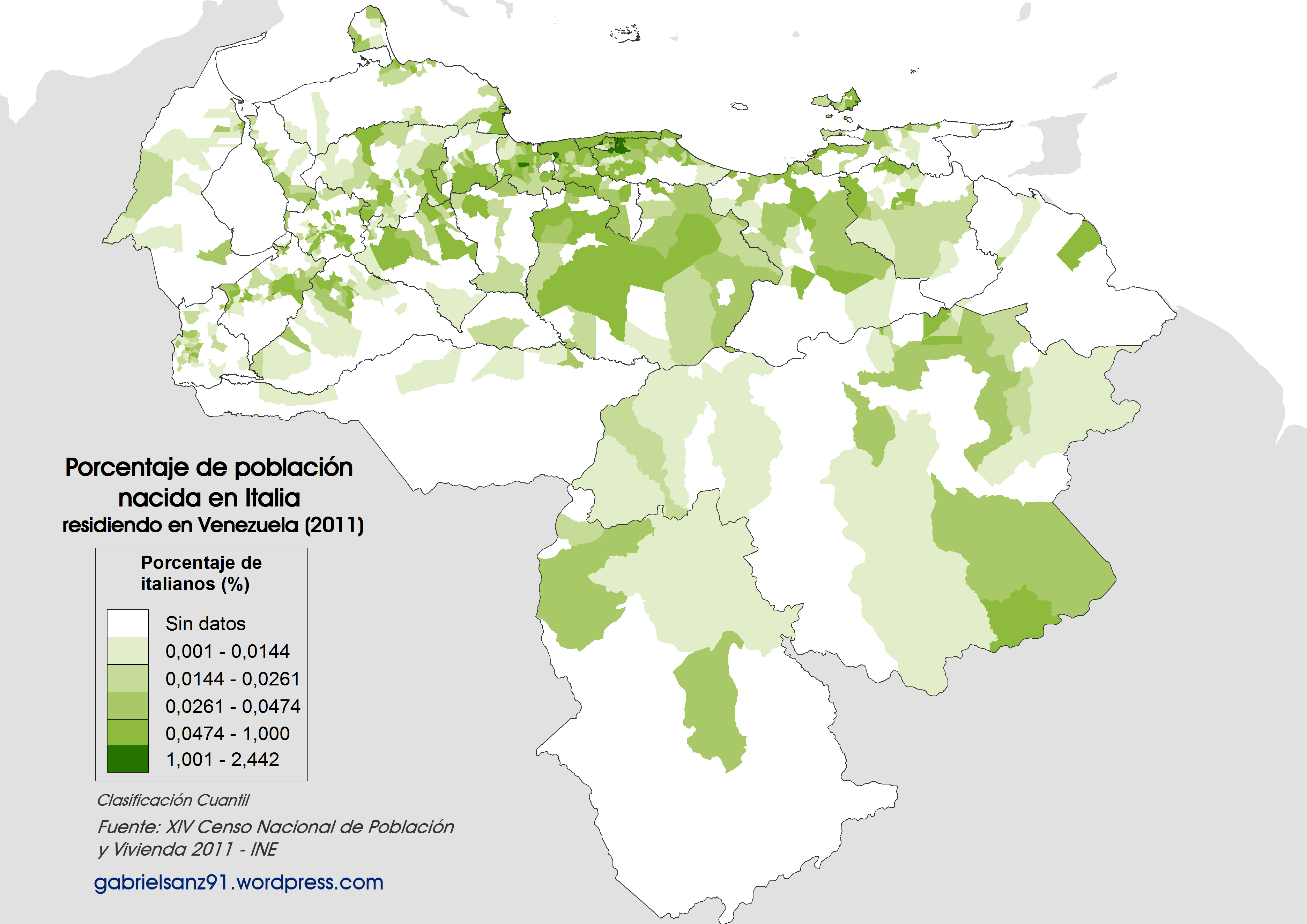
Distribución de la comunidad italiana en Venezuela por parroquias (tonos más intensos indican una mayor concentración).

El nombre Venezuela tiene un origen ligado al italiano, ya que fue el navegante Américo Vespucio quien denominó la región como «Pequeña Venecia» (Veneziola), empleando una expresión típica de su lengua.
Si bien algunos italianos formaron parte de las primeras colonias europeas en Venezuela, especialmente en la isla de Margarita y Cumaná —la primera ciudad fundada por europeos en América continental—, su impacto lingüístico en ese período fue limitado.
La inmigración italiana a Venezuela se intensificó a finales del siglo XIX y principios del XX, alcanzando su auge tras la Segunda Guerra Mundial, cuando más de 300 000 italianos llegaron al país. Para 1961, la comunidad italiana en Venezuela ascendía a 121 733 personas, y en la actualidad, se estima que más de 5 millones de venezolanos tienen ascendencia italiana.
La enseñanza del italiano en Venezuela se desarrolla a través de diversas instituciones, como el Colegio Agustín Codazzi, el Colegio Más Luz y el Instituto Italiano de Cultura de Caracas, que ofrece cursos y certificaciones oficiales. Desde 2002, el gobierno italiano ha impulsado la enseñanza del idioma como segunda lengua en algunos colegios públicos y privados, aunque su estudio no es obligatorio en el sistema educativo venezolano.
El idioma italiano ha influido en el español venezolano a través de la incorporación de diversos préstamos lingüísticos (italianismos) y ciertas variaciones en la entonación y pronunciación, especialmente en regiones con una fuerte presencia de inmigrantes italianos. Ejemplos de ello son «birra», «malandro», «pasticho», «nono, -a», «ricota», «mezzanina», «bejuco», «bochar», «fafarachero», «torta», entre otros.